# Declaração de Independência da Estônia

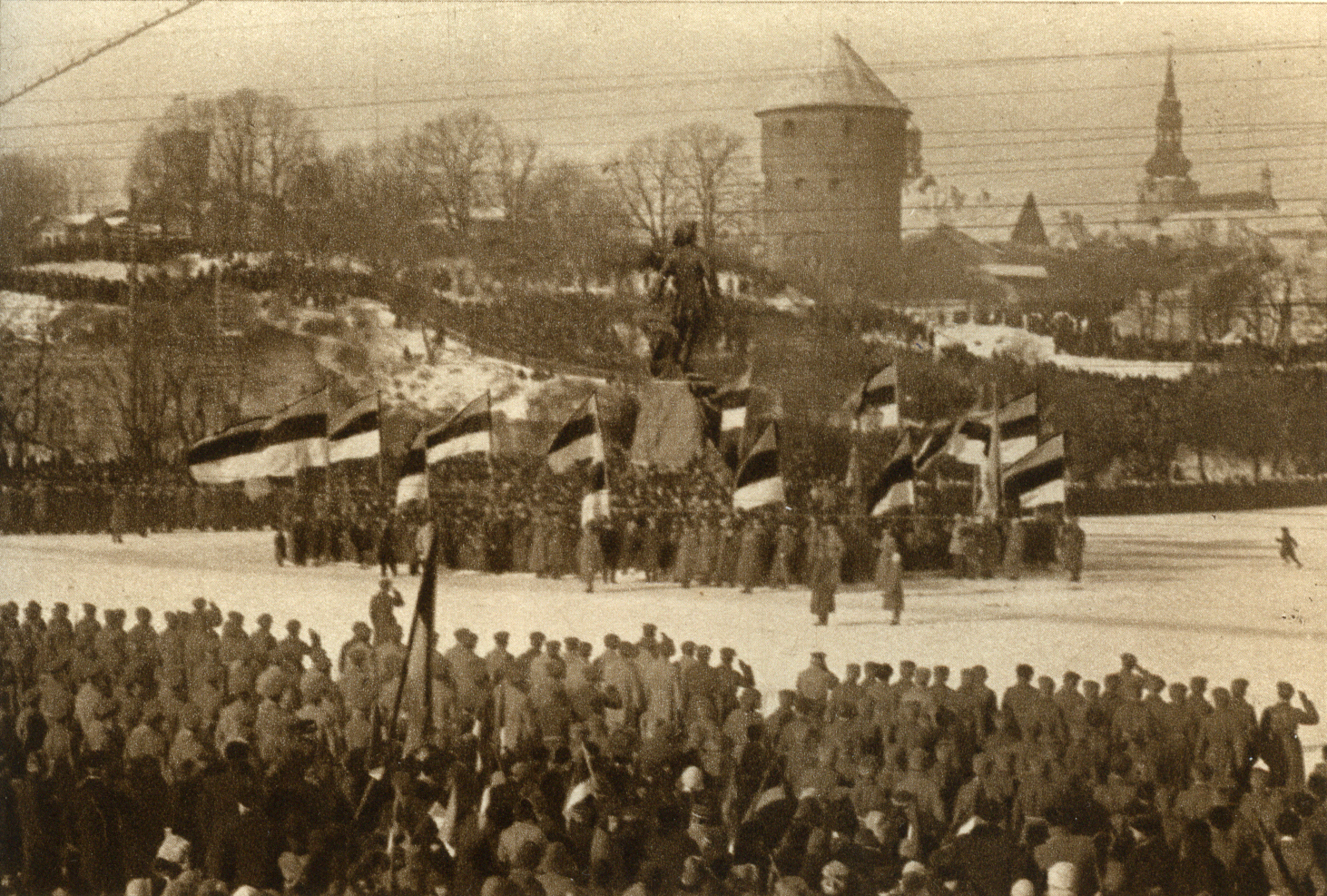
A primeira comemoração do "Dia da Independência da Estônia" em Tallinn, Estônia, em 24 de fevereiro de 1919.

A Declaração de Independência da Estônia, também conhecida como Manifesto ao Povo da Estônia (em estoniano: Manifest Eestimaa rahwastele), é o ato de criação da República da Estônia a partir de 1918. O Dia Nacional ou Dia da Independência da Estônia é comemorado em 24 de fevereiro.
A declaração foi redigida pelo Comitê de Salvação, eleito pelos anciãos da Assembleia Provincial Estoniana. Inicialmente previsto para ser proclamado em 21 de fevereiro de 1918, o anúncio foi adiado até a noite de 23 de fevereiro, quando o manifesto foi impresso e lido em voz alta publicamente em Pärnu. No dia seguinte, 24 de fevereiro, o manifesto foi impresso e distribuído na capital, Tallinn.

## Contexto histórico
Durante a Primeira Guerra Mundial, mediante o recuo russo e o avanço das tropas alemãs, a ocupação da Estônia pelo Império Alemão estando próxima, o Comitê de Salvação do Conselho Nacional da República da Estônia, Maapäev, declarou a independência da Estônia, em 24 de fevereiro de 1918. No entanto, as forças alemãs não reconheceram a independência. Após a Revolução Espartaquista, entre 11 e 14 de novembro de 1918, os representantes da Alemanha formalmente entregaram o poder político na Estônia para o governo nacional. Seguiu-se então, a invasão da Rússia bolchevique e a Guerra de Independência estoniana. Em 2 de fevereiro de 1920, o Tratado de Paz de Tartu foi assinado pela República da Estônia e Rússia bolchevique. A República da Estônia obteve reconhecimento internacional e tornou-se membro da Liga das Nações em 1921, segundo relatos históricos.

## A Declaração
MANIFESTO AO POVO DA ESTÔNIA

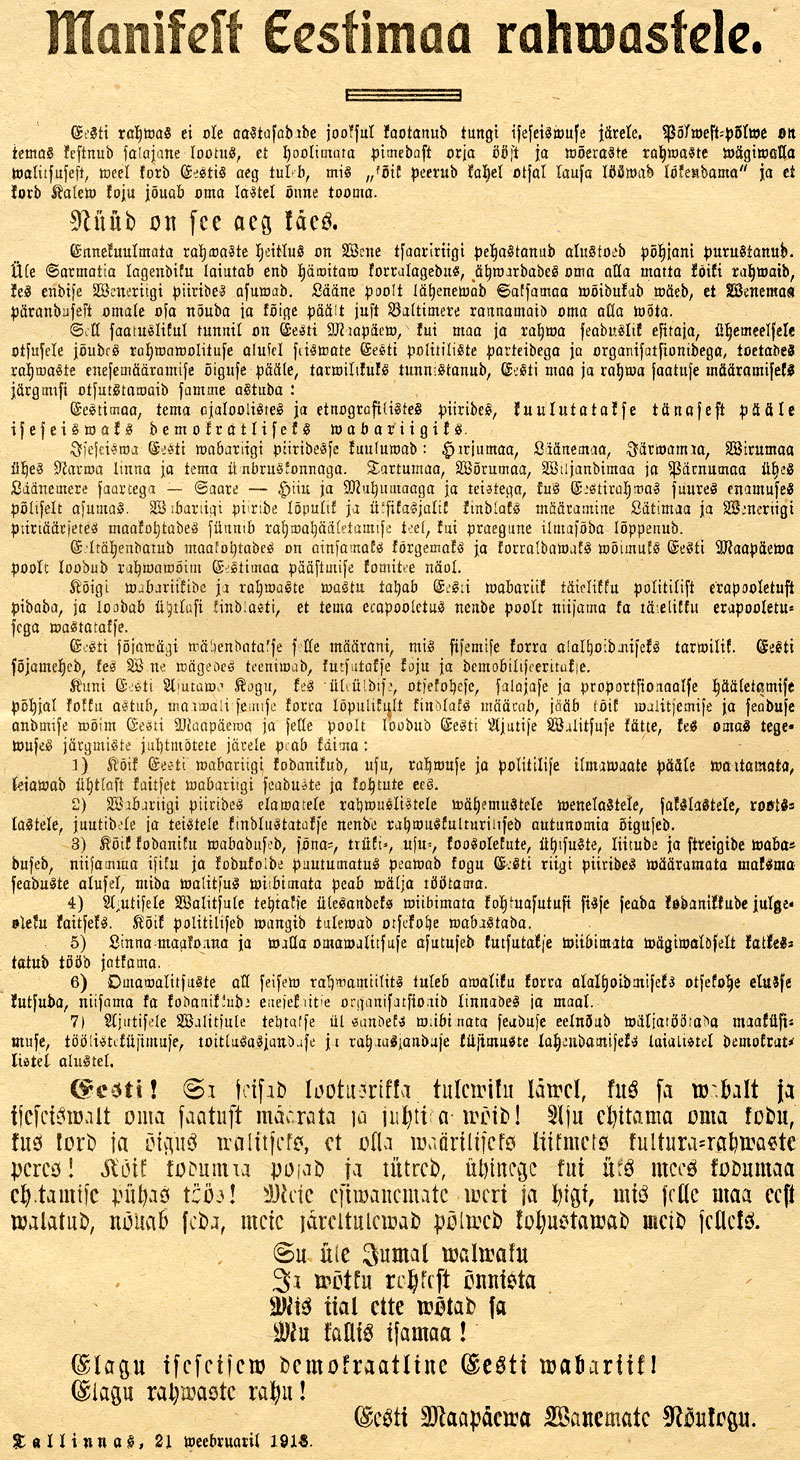
A Declaração de Independência da Estônia

No curso dos séculos nunca o povo estoniano perdeu seu desejo de independência. De geração em geração tem-se mantido viva a esperança escondida de que, apesar da escravidão e da opressão dos invasores hostis, o tempo viria para a Estônia "quando todos os fragmentos, não só no fim, se desfizerem em chamas" mas também quando "Kalev voltar para casa e trazer a felicidade para seus filhos."
Agora que o tempo chegou.
Uma luta sem precedentes entre as nações tem esmagado os podres alicerces do Império Russo Tsarista. Por todas as planícies sármatas, uma ruidosa anarquia está a alastrar-se, ameaçando a submergir na sua esteira todas as nações que vivem no antigo Império Russo. Do oeste, os exércitos vitoriosos da Alemanha estão a aproximar-se, a fim de reclamar a sua parte da herança da Rússia e, sobretudo, para tomar posse dos territórios costeiros do Mar Báltico.
Nesta hora, o Conselho Nacional estoniano, como representante legal da nossa terra e povo, tem, em acordo unânime com os partidos políticos e organizações democráticas estonianas, e por força do direito de autodeterminação dos povos, considerou necessário tomar as seguintes medidas decisivas para definir o destino da terra e do povo estoniano.
ESTÔNIA,
dentro de suas fronteiras históricas e étnicas, está declarada a partir de hoje
como REPÚBLICA DEMOCRÁTICA INDEPENDENTE.
A República independente da Estônia deve incluir Harjumaa, Läänemaa, Järvamaa, Virumaa, com a cidade de Narva e seus arredores, Tartumaa, Võrumaa, Viljandimaa, e Pärnumaa com as ilhas do Báltico de Saaremaa, Hiiumaa, Muhumaa, e outras onde os estonianos estão assentados há anos em grande maioria. A determinação final das fronteiras da República nas áreas fronteiriças da Letônia e da Rússia será efetuada pelo plebiscito após o término da atual Guerra Mundial.
Nas áreas acima referidas a única suprema e organizadora autoridade é o democraticamente apoiado Comitê de Salvação estoniano criado pelo Conselho Nacional da Estônia.
A República da Estônia deseja manter absoluta neutralidade política perante todos os Estados e povos vizinhos e espera que eles respondam igualmente com total neutralidade.
As tropas militares estonianas serão reduzidas no tamanho necessário para manter a ordem interna. Os soldados estonianos servindo nas forças armadas da Rússia serão chamados de volta para casa e desmobilizados.
Até que a Assembleia Constituinte estoniana seja eleita por meio de eleições gerais, diretas, secretas e proporcionais, e reunir-se para determinar a estrutura constitucional do país, toda a autoridade executiva e legislativa permanecerá nas mãos do Conselho Nacional da Estônia e do Governo Provisório estoniano criado por ele, cujas atividades deverão ser norteadas pelos seguintes princípios:
1. Todos os cidadãos da República da Estônia, independentemente da sua religião, origem étnica, opiniões políticas, gozarão de igual proteção das leis e dos tribunais de justiça da República.
2. Todas as minorias étnicas, os russos, alemães, suecos, judeus, e outros residentes no interior das fronteiras da república, terão garantido o direito à sua autonomia cultural.
3. Todas as liberdades civis, a liberdade de expressão, de imprensa, de religião, de reunião, de associação, e a liberdade de greve, bem como a inviolabilidade do indivíduo e do lar, serão irrefutavelmente efetivas dentro do território da República da Estônia e baseado nas leis, que o Governo deve imediatamente implementar.
4. Ao Governo Provisório é dada a tarefa de organizar imediatamente tribunais de justiça para proteger a segurança dos cidadãos. Todos os presos políticos devem ser libertados imediatamente.
5. Os governos locais das cidades, das regiões e dos municípios estão convocados a dar continuidade imediata a seus trabalhos, que foram violentamente interrompidos.
6. Para a manutenção da ordem pública, as milícias de pessoas, subordinadas aos governos locais, devem ser imediatamente organizadas e criadas nas cidades e zonas rurais organizações de autodefesa dos cidadãos.
7. O Governo Provisório está encarregado de elaborar, sem demora, sobre ampla base democrática, projetos para a solução do problema agrário, e dos problemas do trabalho, da oferta de alimentos, e das finanças.
ESTÔNIA! Você estande no limiar de um futuro esperançoso no qual você deve ser livre e independente para determinar e dirigir o seu destino! Comece você mesmo a construir um lar, regido por leis e ordem, a fim de ser um membro digno no seio da família das nações civilizadas! Filhos e filhas da nossa pátria, unidos como um homem na sagrada tarefa de construir a nossa pátria! O suor e o sangue derramados por nossos antepassados para este país exigem isto de nós, nossas próximas gerações nos obrigam a fazer isso.
Que Deus te vigie

E amplamente abençoe

Pois você é para sempre

Minha Pátria querida!
Viva a independente e democrática República da Estônia!
Viva a paz entre as nações!
O Conselho de Anciãos do Conselho Nacional da Estônia

Tallinn, 21 de fevereiro de 1918